# Zamach na Via Rasella

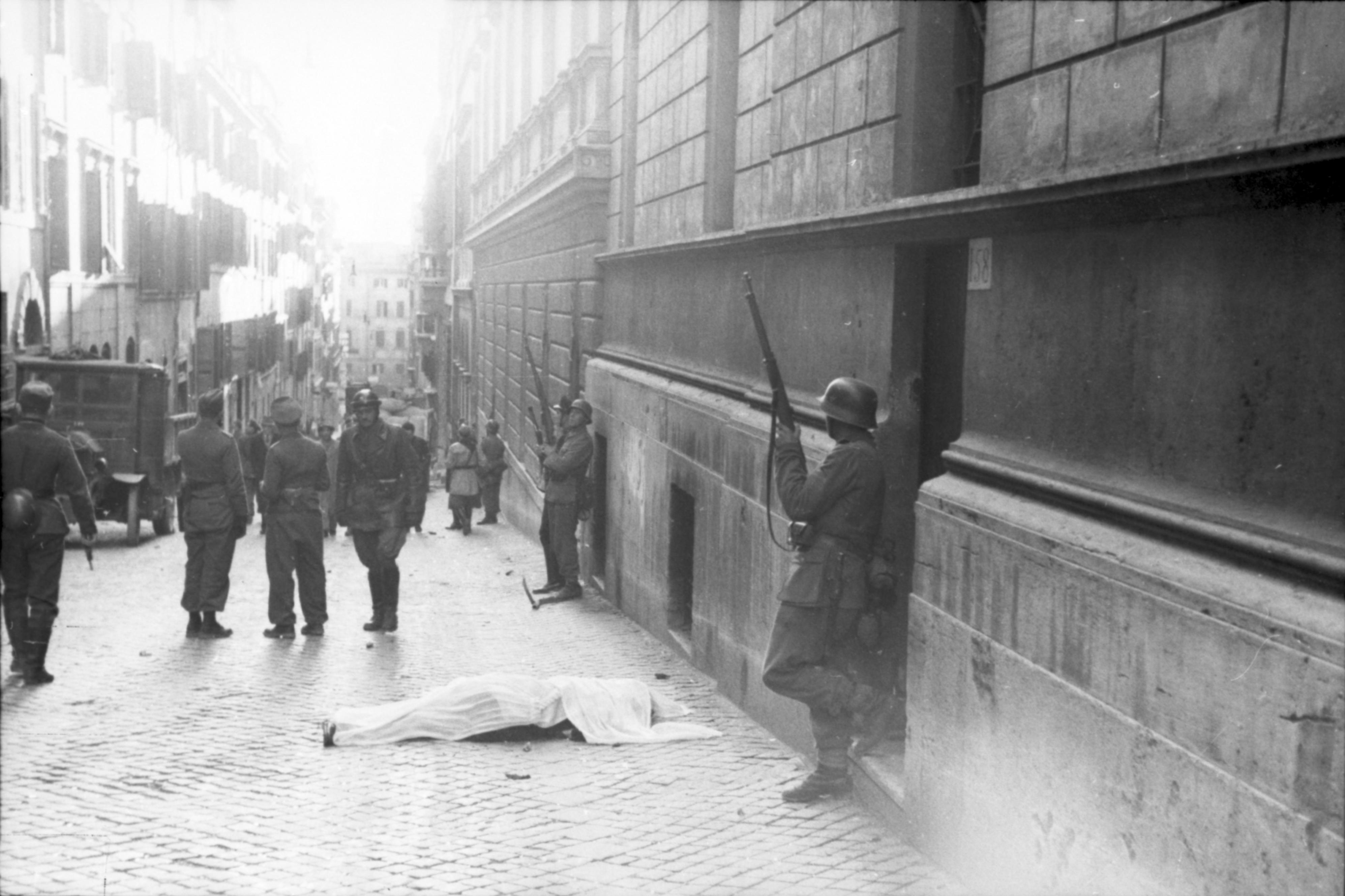
Niemieccy żołnierze na miejscu ataku

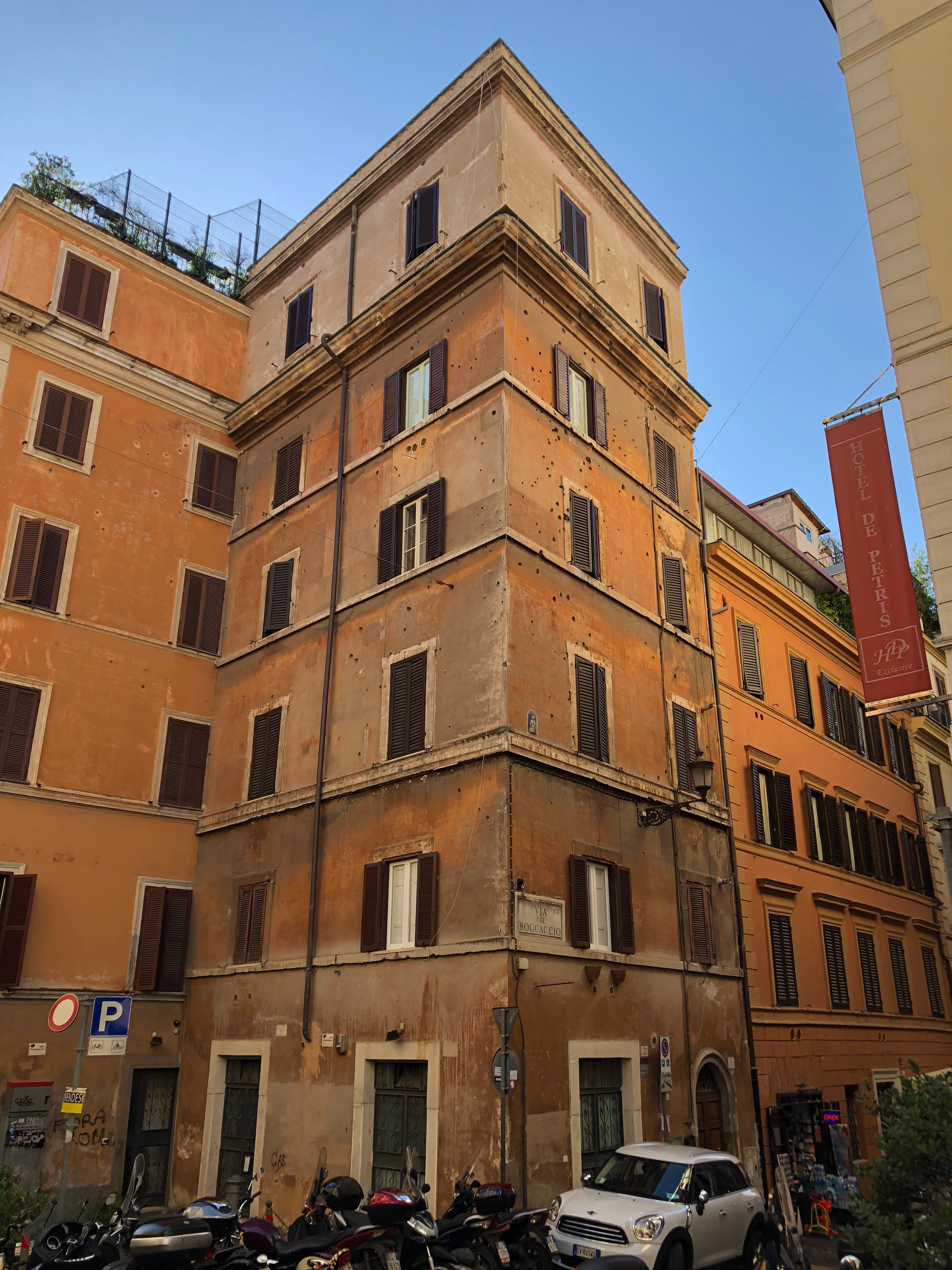
Miejsce ataku dzisiaj

Zamach na Via Rasella – atak bombowy włoskich komunistów na niemieckich żołnierzy z 11. kompanii 3. batalionu Pułku SS „Bozen” przeprowadzony 23 marca 1944 roku na ulicy Via Rasella w Rzymie.

## Historia

### Tło
Upadek Benito Mussoliniego spowodował wybuch wojny domowej we Włoszech. Nowy, proaliancki rząd marsz. Pietra Bodoglia miał siedzibę na południu kraju, w części zajętej przez wojska USA i Wielkiej Brytanii. Na północy Włoch i w ich środkowej części obejmującej m.in. Rzym, po uwolnieniu Duce została powołana przez faszystów Republika Salò, w której stacjonowały wojska niemieckie. Na terenach kontrolowanych przez Niemców i faszystów toczyła się wojna partyzancka, prowadzona przez Komitet Wyzwolenia Narodowego (wł. Comitato di Liberazione Nazionale, CLN), zrzeszający przedstawicieli różnych antyfaszystowskich ugrupowań. Najbardziej radykalne formy walki stosowali komuniści, którzy poza partyzanckimi jednostkami – Brygady Garibaldiego – powołali też Grupy Akcji Patriotycznej (wł. Gruppi di Azione Patriottica, GAP).

### Akcje GAP (Gruppi di Azione Patriottica)
Grupami GAP w Rzymie przewodził Giorgio Amendola, działacz Włoskiej Partii Komunistycznej.  18 grudnia zdetonowano bombę znajdującą się przy kinie Barbierii, gdzie częstymi widzami byli żołnierze Wehrmachtu, w zamachu zginęło ośmiu żołnierzy. Kolejnych siedem osób zginęło w pobliżu więzienia, gdzie grupa rzuciła granaty. 10 marca 1944 granatami zaatakowano kolumnę czołgów Narodowej Armii Republikańskiej – w ataku zginęły 3 osoby.
W międzyczasie Niemcy ogłosili Rzym miastem otwartym, w którym stacjonować mogły jedynie siły porządkowe. W mieście pozostał liczący 74 funkcjonariuszy garnizon Aussenkommando Policji Bezpieczeństwa pod komendą SS-Obersturmbannführera Herberta Kapplera. W zapewnieniu bezpieczeństwa, Niemców wspierały dowodzone przez niemiecko-włoskiego wojskowego porucznika Pietro Kocha włoskie siły Departamentu Specjalnego (wł. Reparto Speciale) stanowiące strukturę autonomiczną Korpusu Policji Republikańskiej (wł. Corpo di Polizia Republicana, CPR). 

### SS „Bozen”
W marcu 1944 GAP postanowiła przeprowadzić największą z dotychczasowych akcję. Celem została przemieszczająca się codziennie Via Rasella, 11. Kampania Pułku Policyjnego SS „Bozen”. Jednostka została sformowana 1 października 1943 roku w Tyrolu Południowym z ludności niemieckojęzycznej. Wcieleni ochotnicy służbę w pułku odbywali w stopniu szeregowca, zaś oficerami i podoficerami byli etniczni Niemcy z Rzeszy. 12 lutego 1944 roku do Rzymu trafił 3. Batalion Pułku SS „Bozen” mjr. Helmutha Dobbricka, którego 9. Kompania pilnowała wznoszenia umocnień, 10. pilnowała budynków instytucji państwowych, a 11. pozostała w odwodzie. 

### Atak i konsekwencje
Dzień ataku wyznaczono na 23 marca 1944 – rocznicę powstania ruchu faszystowskiego. Tego dnia na Via Rasella pojawił się GAP-ista Rosario „Paolo” Bentivegna przebrany na ulicznego sprzątacza pchającego przed sobą metalowy wózek imitujący kosz na śmieci, w rzeczywistości w wózku był ukryty 18-kilogramowy ładunek wybuchowy. O g. 15:52 „Paolo” podpalił lont i w ciągu 50 sekund nastąpiła eksplozja na przemieszczającą się kolumnę 11. Kompanii. Następnie policjantów obrzucono granatami i tylko nieliczni zdołali przeżyć. Ogółem na miejscu zginęło 33 mundurowych, a 53 odniosło rany. Śmierć poniosły także 2 osoby cywilne – 13-letni chłopiec Pierro Zuccherretti i przypadkowy komunistyczny partyzant Antonio Chiarreti.
Na miejsce zamachu w trybie natychmiastowym przybyli konsul Rzeszy w Rzymie Eitel Moellhausen, dyplomata, tłumacz i osobisty przedstawiciel Himmlera Eugen Dollman i generał Luftwaffe Kurt Mülzer, komendant wojskowy Rzymu. Generał Luftwaffe będąc pod wpływem alkoholu nakazał wysadzić znajdującą się w pobliżu kamienicę. Interwencja Kapplera załagodziła napiętą sytuację.
W odwecie, od 24 marca 1944 Niemcy przeprowadzili masowe egzekucje w Grotach Ardeatyńskich. Według Arkadiusza Karbowiaka, rozkaz przeprowadzenia akcji odwetowej miał wydać Adolf Hitler. 